# Marwan Barghouti
Marwan Hasib Ibrahim Barghouti  (Arabisch: روان حسيب ابراهيم البرغوثي; Kobar (nabij Ramallah), regio Palestina, 6 juni 1959) is een Palestijns politicus van Fatah. Hij was de leider van de eerste en tweede intifada en de Al-Aqsa Martelarenbrigade. In 2001 overleefde hij een Israëlische moordaanslag, waarbij zijn bodyguard werd gedood. In 2002 werd hij door het Israëlische defensieleger gearresteerd en in Israël tot vijf keer levenslang veroordeeld voor moord en terrorisme. Ondanks zijn verblijf in de gevangenis, heeft hij nog invloed binnen Fatah en wordt hij gezien als mogelijk opvolger van Mahmoud Abbas.  Hij wordt ook wel de Palestijnse Nelson Mandela genoemd.

## Biografie
Barghouti was vanaf zijn vijftiende jaar actief voor Fatah van Yasser Arafat. Hij werd in 1978 door Israël gearresteerd op verdenking van lidmaatschap van een gewapende organisatie en voor meer dan vier jaar opgesloten. In de gevangenis voltooide hij zijn middelbare school en leerde Hebreeuws.
Na zijn vrijlating studeerde hij vanaf 1983 geschiedenis en politieke wetenschap aan de Universiteit van Bir Zeit. Ondertussen bleef hij actief in het verzet tegen de bezetting door Israël. Daarom studeerde hij pas in 1994 af. In 1998 rondde hij zijn Master of Arts-opleiding internationale betrekkingen af.
Barghouti ontwikkelde zich als de leidersfiguur op de Westelijke Jordaanoever. Enkele maanden voor de eerste intifada in 1987 werd hij wegens opruiing gearresteerd en naar Jordanië gedeporteerd. Daar werd hij gekozen voor de Revolutionaire Raad van Fatah. In het kader van de Oslo-akkoorden en de oprichting van de Palestijnse Autoriteit (PA) in 1994 mocht hij terugkeren. Hij werd Fatah's secretaris-generaal in het gebied van de Westelijke Jordaanoever. In 1996 werd hij gekozen als lid van de pas opgerichte Palestijnse Wetgevende raad.
In de jaren van het Oslo-proces (1993-1999) raakte hij echter steeds meer teleurgesteld in de houding van de staat Israël, die doorging met de bouw van Israëlische nederzettingen, en ook in Fatah, dat volgens hem corrupt was. Hij bleef oproepen tot onderhandelingen. Hij betreurde het dat aan het eind van de interim-periode (1994-1999) zoals in de Oslo-akkoorden was afgesproken, de internationale gemeenschap geen stappen zette om internationaal recht en de resoluties van de Verenigde Naties te implementeren noch sancties aan Israël op te leggen. Toen in juli 2000 de Camp David-besprekingen mislukten, riep hij de Palestijnen op te demonstreren tegen de voortdurende bezetting, maar hij bleef geloven in een oplossing.
Na het provocatieve bezoek van Ariel Sharon aan de Tempelberg (Haram al-Sharif voor moslims) in september 2000 brak de tweede intifada uit, waarbij Barghouti een van de belangrijkste leiders was. Hij deed mee aan demonstraties, waarbij hij zich beriep op het Palestijnse recht om zich tegen de bezetting te verzetten. Toen er steeds meer Palestijnse doden vielen, instrueerde hij de Al-Aqsa Brigade om Israëlische soldaten en kolonisten aan te vallen op de Westelijke Jordaanoever alsook in de Gazastrook. Daardoor werd hij door Israël als een "meester-terrorist" gebrandmerkt, en werd er een arrestatiebevel uitgevaardigd.
In 2001 mislukte een aanslag op hem toen de auto waarin hij zich bevond, werd geraakt door een Israëlische raket.
In 2002, tijdens de tweede intifada, werd hij in het kader van de grootschalige Operatie Defensive Shield van het Israëlische Leger (IDF) op de Westelijke Jordaanoever in Ramallah gearresteerd. In plaats van voor de militaire rechtbank op de Westelijke Jordaanoever werd hij, om de 'PA voor de rechter' te brengen, voor de burgerlijke rechtbank in Tel Aviv geleid. Hij ontkende enkele beschuldigingen, verwierp de Israëlische jurisdictie en verbood zijn advocaten hem te verdedigen. Op 20 mei 2004 werd Barghouti veroordeeld tot vijf keer levenslang voor moord op vijf mensen: de moord op Georgios Tsibouktzakis, een Grieks-orthodoxe abt die op de Westelijke Jordaanoever werd doodgeschoten, een schietpartij nabij Givat Ze'ev, waarbij een Israëlische burger werd gedood, en het organiseren van de aanslag op de vismarkt in Tel-Aviv waarbij 3 mensen om het leven kwamen en 35 mensen gewond raakten.
In het voorjaar van 2017 ging hij in de Ofer Prison in hongerstaking samen met 1500 Palestijnen die in andere Israëlische gevangenissen gevangen worden gehouden. Na 40 dagen kwam een eind aan de hongerstaking nadat was toegezegd dat de bezoekregeling werd verruimd tot 2x per maand.
Vanuit de Hadarim-gevangenis (bij Jeruzalem) bleef Bargouthi politiek actief, ook terwijl hij meermalen overgeplaatst werd. Begin 2023 werd Barghouti naar de Nafha gevangenis verplaatst in het kader van de overplaatsing van meer dan 2000 medegevangenen naar nieuwe gevangenissen in Israël, volgens een functionaris van het Nationale Veiligheidsministerie om contacten tussen hen te verbreken.
Sinds oktober 2023 wordt bezoek van zijn familie niet toegestaan en wordt hij door gevangenispersoneel regelmatig hard geslagen wat volgens zijn advocaat blijvende schade aan zijn gezondheid toebrengt. Klachten daarover of onderhandelingen over vrijlating worden verworpen.
In november 2024 werd Knessetlid (MK) Ahmad Tibi door de Shin Bet ervan weerhouden om Barghouti te bezoeken, uit veiligheidsoverwegingen.
Hervatting van de onderhandelingen tussen Israël en de Palestijnen zou de situatie van alle Palestijnse gevangenen kunnen veranderen.
Er werd meermaals geprobeerd te onderhandelen om hem vrij te krijgen, maar Israël wilde er niet op ingaan.

## Persoonlijk
Op 21 oktober 1984 trouwde Barghouti met een medestudent Fadwa Ibrahim, die advocaat werd en sinds zijn veroordeling campagne voert voor de vrijlating van haar man. Zij kregen vier kinderen.

## Visie
Ondanks zijn rol gedurende de eerste en tweede intifada en de oproep tot een derde opstand ziet Barghouti onderhandelingen als alternatief voor geweld. Hij is voorstander van een tweestatenoplossing. Hij kan zich niet vinden in de kolonisatiepolitiek van Israël en wil terug naar de grenzen van voor de oorlog van 1967. Barghouti vertrouwt minder op de Verenigde Staten en ziet eerder een rol weggelegd voor Europa als bemiddelaar in het conflict.

## Gevangenendocument
In 2006 was Barghouti de drijvende kracht achter het zogenoemde Document van Nationale Verzoening, ook wel het 'gevangenendocument' genoemd, omdat gevangenen van diverse Palestijnse groeperingen het hebben opgesteld. Hierin wordt onder andere uitgegaan van de stichting van een Palestijnse staat in de door Israël in 1967 bezette gebieden en de PLO als woordvoerder van het Palestijnse volk.
Dit werkstuk is volgens Barghouti een historisch document dat het herstel van de eenheid van de Palestijnen ten goede komt.